# محمد حسين زيدان
محمد حسين زيدان أديب وشاعر ومؤرخ وفيلسوف سعودي، ولد في المدينة المنورة عام 1906م، كان ناثراً ونسّابة وفقيه ومجرّب وعلاّمة في الإناسة وعلم الحديث ومنابر الخطابة والمحافل والمجالس، ومن طلائع الخطاب النهضوي في الحجاز، واتصف بأنه مؤرخاً مولعاً بالتاريخ الإسلامي وتاريخ القبائل العربية، وأحد المهتمين عامةً بالثقافة العربية الإسلامية، وقد لخص ثلاثة عهود سياسية شهدتها المدينة المنورة، وهي العهد العثماني، الهاشمي، والسعودي، في كتابه (ذكريات العهود الثلاثة) الصادر عام 1988م، وهو آخر مؤلفاته التي تصل إلى 18 كتاباً، منها سيرة بطل (1984م) والمنهج المثالي لكتابة تاريخنا (1978م) وكتاب دراسات بعنوان: أحاديث وقضايا حول الشرق الأوسط (1983م)، وتوفي في 2 مايو 1992م.
قدم برنامجه في سير الصحابة الذي كان يبثه التلفاز في شهور رمضان لسنوات، ثم توقف. وقد جمع الزيدان أحاديثه في هذا البرنامج وأضاف إليها ما يماثلها ونشرها في كتاب سماه «سيرة بطل».

## حياته

### طفولته وتعليمه
ولد في المدينة المنورة بحوش خميس عام 1324هـ توفت والدته وهو طفل فتولت رعايته الجدة ( ميثاء الضويان ). تعلم محمد زيدان القراءة لأول مرة في سوق الحراج وعندما بلغ الثامنة من عمره أدخل كتَّاب الشيخ ((محمد الموشي)) وهذا الكتَّاب من أوقاف (السقاف) بالمدينة. وفي أيام (السفر برلك) وهو ما يعرف بترحيل الأهالي في زمن فخري باشا العثماني رحل مع والده إلى ينبع النخل ومنها إلى ينبع البحر والتحق بالمدرسة النظامية الابتدائية بينبع البحر فدرس في كتاب الشيخ محمد بُصيل وبعد دخوله ضُم إلى مدرسة يديرها الأستاذ أحمد أبو بكر حمد الله ومن أساتذتها الشيخ القاضي - والشيخ عبد الغني شرف - وزامله في هذه المدرسة إبراهيم زارع - حمزة فرهود - زكي عمر.
وبعد انتهاء الأوضاع في المدينة عاد إليها ودخل كتَّاب (القشاشي) وشيخه حسن صقر - ومن كتَّاب القشاشي اتجه الزيدان إلى المدرسة الراقية الهاشمية في المدينة المنورة (العبدلية سابقاً) ومديرها السيد أحمد صقر وكان المدرسون الذين درس عليهم الشيخ الزيدان: محمد صقر - ماجد عشقي - محمد الكتامي - محمد بن سالم.
تخرج الزيدان من المدرسة الراقية الهاشمية عام 1342هـ وهو الرابع من المتخرجين منها والثلاثة هم - محمد إياس توفيق - محمد نيازي - محمد سالم الحجيلي، ثم واصل تعليمه بعد تخرجه في حلقات المسجد النبوي الشريف وطلب منه الشيخ عبد القادر شلبي العمل معه مساعداً في المدرسة الجوهرية التي افتتحها الشلبي حتى عام 1352هـ، ومنها غادر إلى الهند وبعد ثلاثين يوما عاد الزيدان فلم يجد الوظيفة التي كان عليها قبل سفره ولقدرته وكفاءته فقد عُين مدرساً في مدرسة دار الأيتام براتب قدره خمسة وثلاثون ريالاً، ومن دار الأيتام في المدينة المنورة إلى دار الأيتام في مكة بعد ضَمْ دار الأيتام بالمدينة لها.

### عمله
تنقل بعدها بين عدد من الوظائف، فعمل في الإدارة والصحافة والتعليم، ثم عُين مساعداً للمفتش العام بوزارة المالية، كما سبق له العمل كرئيس تحرير لكلاً من صحيفة البلاد، الندوة، ومجلة الدارة الصادرة عن دارة الملك عبدالعزيز.
كان محمد حسين زيدان أحد كتاب جريدة المدينة المنورة حين صدورها في 25 محرم سنة 1356هـ بل كان أحد أفراد هيئة التحرير، كما ذكر الأستاذ عثمان حافظ. وكان يرسل مقالاته إلى جريدة صوت الحجاز في مكة المكرمة. ويراسل الشيخ محمد سرور الصبان الذي كان يتلقى الرسائل من الناس على مختلف طبقاتهم.
تقلد العديد من الوظائف منها:
- مدرساً بالمدرسة الأميرية - ودار الأيتام [جغرافيا والسيرة النبوية].
- سكرتير لجنة مطوفي الجاوة.
- رئيساً مساعد بقسم الأوراق. بوزارة المالية.
- رئيس قسم الحسابات بالمالية.
- سكرتير لإدارة الحج.
- رئيسا لمالية مكة.
- مفتشاً عاماً لإدارة الحج.
- ممثلاً للمالية بوزارة الداخلية.
- ترك العمل الحكومي في سنة 1374هـ ليتفرغ للعمل الصحفي فشغل منصب مدير تحرير جريدة البلاد، ثم رئيساً لتحريرها، كما ترأس بعدها تحرير جريدة الندوة وكان خلال رئاسته لتحرير الصحيفتين وبعدها كاتباً بارزاً في الصحف، وفي صحف المنطقة الغربية خاصة.
- حينما أنشئت دارة الملك عبد العزيز بالرياض عين عضواً في مجلس إدارة الدارة، وكان لمكانته الثقافية أكبر الأثر في اختياره لهذا المنصب، ثم عين رئيساً لتحرير مجلة الدارة، وهي مجلة تعنى بالآثار التاريخية للمملكة سياسية وثقافية وعمرانية، وكان الزيدان يرحمه الله يمثل مجلة الدارة في الندوات العلمية والمؤتمرات.
- مساعد لأمين رابطة العالم الإسلامي.

- عمل بالتدريس في المدرسة السعودية بالمدينة مدرساً للمواد الدينية والتاريخ سنة 1346هـ، ثم قام بتدريس العقيدة السلفية في دار الأيتام بالمدينة المنورة، ثم عين مديراً مساعداً لها واستمر عمله بالتدريس إلى سنة 1358هـ.
- انتقل الزيدان من المدينة المنورة إلى مكة المكرمة سكرتيراً لشيخ مشايخ الجاوه الشيخ حامد عبد المنان في النصف الثاني من الخمسينات ولعل ذلك كان سنة 1358هجرية.
- انتقل إلى العمل الحكومي عام 1358هـ، فعين سكرتيراً للمجلس المالي بوزارة المالية، فرئيساً للقسم الحسابي، ثم رئيساً للمحاسبة.
- ثم عين مديراً عاماً مساعداً لمديرية الحج بمكة، وانتقل بعدها مديراً لمالية مكة، ثم مديراً عاماً لشؤون الرياض، ثم مفتشاً عاماً للحج.

## وفاته
مرض الزيدان وتردد على المستشفيات، وتوفي صباح السبت التاسع والعشرين من شهر شوال سنة 1412هـ.

## أعماله الأدبية

### مؤلفاته
1. أشياخ ومقالات.
2. محاضرات في الثقافة.
3. بنو هلال.
4. صور.
5. كلمة ونصف.
6. قضايا ومقالات في الشرق الأوسط.
7. فواتح مجلة الدارة.
8. مع الأيام.
9. ذكريات العهود الثلاثة.
10. سيرة بطل (1967).
11. رحلات الأوروبيين إلى نجد وشبه الجزيرة العربية (1977)
12. محاضرات وندوات في التاريخ والثقافة العربية (1978)
13. المنهج المثالي لكتابة تاريخنا (1978) [6]
14. المؤتمر الإسلامي هو البديل المثالي للخلافة الإسلامية (1979).
15. كلمة ونصف (1981)
16. أحاديث وقضايا حول الشرق الأوسط - دراسات (1981)
17. خواطر مجنّحة (1984)
18. عبد العزيز والكيان الكبير
19. العرب بين الإرهاص والمعجزة.
20. تمر وجمر: «جريدة عكاظ»
21. ثمرات قلم
22. المخلاة (1992).

### المقالات
- مخلاة الكاتب
- كشكول القارئ: وقد صدر منه الجزء الأول والثاني، وهناك خمسة أجزاء معدة للطبع كما ذكر لي نجله الكريم الأستاذ حسين زيدان.

### البرامج الإذاعية والتلفزيونية
- كلمه ونص برنامج كان يقدم في الإذاعة السعودية.
- مواقف مشرقة برنامج قديم كان يعرض للأستاذ محمد حسين زيدان في شهر رمضان المبارك.
- سير الصحابة: برنامج تلفزيوني يتحدث عن الصحابة رضوان الله عليهم، وكان يعرض في رمضان لسنيين طويلة.

## مؤلفات عنه
- الزيدان زوربا القرن العشرين، عبد الله الجفري، مؤسسة عكاظ للطباعة والنشر، جدة، 1413هـ/1992م.
- قب الميزان في معلم الصبيان: محمد حسين زيدان، مصطفى أمين جاهين، مطابع المدينة، 1413هـ/1993م.
- السيرة الذاتية في الأدب السعودي، عبد الله الحيدري، دار طويق للنشر والتوزيع، الرياض، 1998م.
- موسوعة الأدباء السعوديين في ستين عامًا، أحمد سعيد بن سلم، النادي الأدبي، المدينة المنورة، 1413هـ/1992م.[7]

## وصلات خارجية
- محمد حسين زيدان على موقع أرشيف الشارخ.
- الأعمال الكاملة للأديب الأستاذ محمد حسين زيدان